# Crouching Tiger, Hidden Dragon
Crouching Tiger, Hidden Dragon (originele titel: Wo Hu Cang Long) is een Chinees-Amerikaans-Hongkongs-Taiwanese Wuxia-film uit 2000 van filmregisseur Ang Lee. De film heeft een internationale cast met onder anderen Chow Yun-Fat, Michelle Yeoh, Zhang Ziyi en Chang Chen, en is gebaseerd op het vierde deel uit een vijfdelige boekenreeks die in China bekendstaat als de Crane-Iron Serie (鶴鐵系列) van Wang Dulu. De vechtscènes zijn door choreograaf Yuen Wo Ping ontworpen.
Ondanks de Mandarijnse dialoog werd Crouching Tiger, Hidden Dragon een internationaal kassucces met een opbrengst van 213,5 miljoen dollar. 128 miljoen daarvan werd in de Verenigde Staten verdiend, waarmee de film ook de bestverdienende niet-Engelstalige film in de Amerikaanse geschiedenis werd. De film heeft de Academy Award voor Beste Niet-Engelstalige film (Taiwan) en drie andere Oscars gewonnen en werd voor nog zes andere Oscars genomineerd, waaronder de Oscar voor Beste Film. Verder heeft de film vier British Academy Film Awards gewonnen en twee Golden Globes, waarvan een voor Beste buitenlandse film. Crouching Tiger wordt nog steeds gezien als een van de invloedrijkste niet-Engelstalige films. De film wordt vooral geprezen om zijn vechtscènes en verhaal.

## Verhaal
Li Mu Bai (Chow Yun-Fat) is een doorgewinterde wudang-zwaardvechter. Lang geleden werd zijn leraar vermoord door Jade Fox (Cheng Pei-pei), een vrouw die de Wudang-vechtkunst wenste te leren. Mu Bai is welbevriend met de vrouwelijke strijdster Yu Shu Lien (Michelle Yeoh). Mu Bai en Shu Lien koesteren gevoelens voor elkaar, maar hebben die nooit erkend en er geen gehoor aan gegeven. Mu Bai, die niet langer als strijder door het leven wil gaan, vraagt Shu Lien zijn zwaard, dat bekendstaat als “het Groene Lot”, als gift te bezorgen aan hun vriend, heer Te (Sihung Lung). Tijdens haar bezoek aan het landhuis van heer Te ontmoet Shu Lien Jen (Zhang Ziyi) de dochter van gouverneur Yu (Li Fazeng), een adellijke Mantsjoe die op staatsbezoek is. Jen is een uitgehuwelijkte jongedame die verlangt naar avontuur. Om deze reden benijdt Jen Shu Lien om haar levensstijl als strijdster.
Op een avond sluipt een gemaskerde inbreker het landhuis van Te binnen en steelt het zwaard. Mu Bai en Shu Lien sporen de diefstal na tot aan het kwartier van gouverneur Yu en ontdekken zo dat Jade Fox zich al jarenlang voordoet als Jens gouvernante. Mu Bai maakt kennis met agent Tsai (De Ming Wang), een inspecteur van de politie uit het vasteland, en zijn dochter May (Li Li), die naar Beijing zijn gekomen in achtervolging van Jade Fox. Fox daagt de inspecteur, zijn dochter, en Meester Bo, dienaar van gouverneur Yu, per brief uit voor een duel in het holst van de nacht. Na een langdurig gevecht lijkt het gezelschap aan de rand van de afgrond te staan als Mu Bai een onverwachte entree maakt en Fox in de strijd te slim af is. Voordat Mu Bai de genadeklap kan uitdelen verschijnt de gemaskerde dief en schaart zich aan de zijde van Fox om het gevecht voort te zetten. Tijdens dit gevecht wordt de identiteit van de dief onthuld: Jen, protegé van Fox. Fox doodt Tsai en vlucht met Jen weg uit het gevecht. Fox, die Jen heeft zien vechten met Mu Bai, realiseert zich dat Jen zich in het geheim heeft verdiept in de schriftuur van Wudang (die Fox niet kan lezen) en zo Fox in vaardigheid is overstegen.
's Nachts sluipt een man genaamd Lo (Chang Chen) de slaapkamer van Jen binnen. Ze vallen elkaar in de armen en Lo vraagt Jen om met hem mee te gaan. In een flashback wordt onthuld dat Lo Jen eens heeft ontvoerd na een overval op de karavaan van gouverneur Yu toen hij met zijn familie door de woestijn trok. Na deze ontvoering worden Lo en Jen smoorverliefd op elkaar. In de bergen bij zijn grot vertelt Lo Jen de legende van een man die van een klif sprong om zijn wens uit te doen komen. Door het pure hart van de man stierf hij niet. Uiteindelijk overtuigt Lo Jen om terug te keren naar haar familie. Lo is naar Beijing gekomen om Jen te vragen zich te verzetten tegen haar verloving, maar Jen weigert om met Lo mee te gaan. Later verstoort Lo Jens bruiloft en smeekt hij haar om met hem weg te vluchten. Buiten de zaal zeggen Mu Bai en Shu Lien Lo in de Wudangbergen op Jen te wachten. Daar zou hij veilig zijn voor Jens familie, die woedend op hem is.
Tijdens een bezoek vertelt Shu Lien Jen dat Lo op haar wacht in de Wudangbergen. Jen en Shu Lien krijgen een vreselijke ruzie die uitmondt in een gevecht. Een uitputtend gevecht volgt waarin Jen met het Groene Lot alle wapens breekt die Shu Lien gebruikt, totdat Shu Lien de mogelijkheid ziet een gebroken zwaard tegen de keel van Jen te zetten. Zodra Shu Lien genade lijkt te tonen door het zwaard te laten zakken slaat Jen Shu Lien met het Groene Lot en verwondt ze Shu Liens arm. Mu Bai verschijnt ter plekke en jaagt Jen na een bamboebos in. In een duel krijgt Mu Bai het Groene Lot te pakken en besluit het van een waterval af te gooien. Jen duikt het in achtervolging na de aanliggende rivier in en wordt gered door Fox. Fox bedwelmt Jen en verstopt haar in een nabije grot. Mu Bai en Shu Lien vinden haar. Fox verschijnt uit het duister en valt de twee met giftige naalden aan. Mu Bai weert de naalden en verwondt Fox op dodelijke wijze, en wreekt zo zijn leraar. Slechts later merkt hij dat hij met een naald in zijn nek is geraakt. Fox bekent, voordat ze sterft, dat de naalden op Jen gericht waren, omdat ze woedend was dat Jen Wudang-geheimen voor haar verborgen had gehouden.
Terwijl Jen zich de grot uithaast om een tegengif te bereiden, maakt Mu Bai zich op voor zijn dood. Met zijn laatste adem bekent hij zijn liefde voor Shu Lien. Jen verschijnt net te laat en ziet Mu Bai sterven in de omhelzing van Shu Lien. Het Groene Lot wordt aan heer Te teruggegeven. Later keert Jen terug naar de Wudangbergen en verblijft één laatste nacht bij Lo. De volgende morgen ziet Lo Jen staan op een overloop die over de rand van de berg uitsteekt. In navolging van de legende die Lo haar in de woestijn vertelde, vraagt Jen hem een wens te doen. Lo wenst dat zij in de woestijn samen zullen zijn. Dan springt Jen van de berg, de wolken in.

## Rolverdeling
| Acteur          | Personage          | Opmerkingen                         |
| --------------- | ------------------ | ----------------------------------- |
| Chow Yun-Fat    | Li Mu Bai          |                                     |
| Michelle Yeoh   | Yu Shu Lien        |                                     |
| Zhang Ziyi      | Jen Yu             | Jiao Long in de Mandarijnse versie  |
| Chang Chen      | "Donkere Wolk" Lo  | Luo Xiaohu in de Mandarijnse versie |
| Cheng Pei-pei   | Jade Fox           |                                     |
| Sihung Lung     | Heer Te            |                                     |
| Li Fazeng       | Gouverneur Yu      |                                     |
| Gao Xi'an       | Bo                 |                                     |
| Hai Yan         | Madam Yu           |                                     |
| Wang Deming     | Inspecteur Tsai    |                                     |
| Huang Suying    | Wu                 |                                     |
| Yang Rui        | Dienstmeisje       |                                     |
| Li Kai          | Gou Jun Pei        |                                     |
| Feng Jianhua    | Gou Jun Sinung     |                                     |
| Ma Zhongxuan    | Mi Biao            |                                     |
| Li Baocheng     | Fung Machete Chang |                                     |
| Yang Yongde     | Jing               |                                     |
| Zhang Shaocheng | Nightman           |                                     |

## Achtergrond

### Productie
Hoewel de Oscar aan Taiwan is toegekend, is Crouching Tiger, Hidden Dragon in feite een coproductie van het Chinese China Film Group Corporation, de Amerikaanse Columbia Pictures Industries, Sony Pictures Classics en Good Machine, het Hongkongse EDKO Film en het Taiwanese Zoom Hunt International Productions Company, alsmede de organisaties United China Vision en Asia Union Film & Entertainment Ltd., die speciaal voor deze film opgericht zijn.
De film is in Beijing gemaakt en bevat scènes die zijn geschoten in de provincies Anhui, Hebei, Jiangsu en Sinkiang. Ook is een serie opnames gemaakt in de Gobiwoestijn, waar het constant regende. Regisseur Ang Lee merkt op dat hij gedurende acht maanden geen enkele pauze heeft genomen van het filmen. “Nog geen halve dag. Ik voelde me vreselijk en had geen energie meer over om gelukkig te zijn. Tegen het einde kon ik nog nauwelijks ademen. Het voelde alsof ik een beroerte ging krijgen.” Het stuntwerk is voornamelijk door de acteurs zelf gedaan. In een interview zegt Ang Lee dat er alleen computers aan te pas zijn gekomen “om de veiligheidskoorden waaraan de acteurs vastzaten te verwijderen.” “Waar je hun gezichten kunt zien staan ze echt zelf in die bomen.”
Een groot obstakel bij het filmen was de diversiteit van de dialecten en accenten van de vier hoofdrolspelers: Chow Yun-Fat komt uit Hongkong en spreekt Kantonees, Michelle Yeoh komt uit Maleisië en spreekt Engels. Alleen Zhang Ziyi sprak met het Mandarijns accent waar Ang Lee naar zocht. Chow Yun-Fat heeft op de eerste dag van het filmen “wel 28 takes moeten doen alleen om mijn accent. Dat heb ik nog nooit eerder meegemaakt.”
Omdat de film op een westers publiek gericht is, in plaats van het oosters publiek dat al bekend is met wuxia-films, was ondertiteling nodig. Ang Lee, die in het westen opgeleid is, heeft de ondertiteling persoonlijk geredigeerd om er zeker van te zijn dat deze een westers publiek goed zou liggen.

### Filmmuziek
De muziek is geschreven door Tan Dun en werd oorspronkelijk gespeeld door het Shanghai Symphony Orchestra, het Shanghai National Orchestra en het Shanghai Percussion Ensemble. Ook zijn er cello-solo's van Yo-Yo Ma te horen. Het eindnummer, A Love Before Time, wordt gezongen door Coco Lee. De hele filmmuziek is in slechts twee weken geproduceerd.

## Vervolg
In 2016 kwam er een vervolg uit genaamd Crouching Tiger, Hidden Dragon: Sword of Destiny, geregisseerd door Woo-Ping Yuen. Michelle Yeoh keert terug in de rol van Yu Shu Lien. De film is in première gegaan op Netflix en geselecteerde IMAX-bioscopen.
In tegenstelling tot de eerste film wordt er geen Mandarijns maar Engels gesproken.